# Castello di Rossino
Il castello di Rossino, situato nell'omonima frazione di Calolziocorte, è un castello medievale della Valle San Martino. Le prime tracce della presenza militare sull'altura dove sorge il castello risalgono all'epoca romana, quando era presente un presidio militare per vigilare sulla via Bergomum-Comum. Mantenuto anche in età altomedievale il presidio fu progressivamente trasformato in una fortezza e inserito tra il XIII e il XIV secolo nel sistema difensivo della famiglia guelfa dei Benaglio, feudatari dell'intera valle. Amministrato dalla famiglia Rota il castello si trasformò XV e il XVII secolo in una piazza commerciale votata principalmente al commercio della lana.

## Storia

### Il presidio militare
Il primo presidio militare sorto nell'area del castello di Rossino risale all'epoca romana, quando la Valle San Martino costituiva territorio di passaggio per la via Bergomum-Comum, una strada romana che metteva in comunicazione i municipi di Bergamo (Bergomum) e Como (Comum). La strada entrava nella valle tramite un ponte di pietra sul fiume Adda che congiungeva l'attuale territorio di Olginate a Calolziocorte, da qui proseguiva per la località di Rossino per poi continuare verso Lorentino, evitando così passare per le paludi fluviali. Il presidio militare di Rossino era quindi in una posizione strategica per consentire il controllo del territorio e la riscossione dei pedaggi.
In epoca altomedievale l'abitato di Rossino iniziò ad espandersi tanto che nel V secolo fu edificata la chiesa di San Lorenzo, prima chiesa cristiana della Valle San Martino. Il presidio romano venne mantenuto e probabilmente ampliato nell'XI secolo dalla famiglia di origine longobarda dei da Prezzate, che in quel periodo aveva possedimenti nell'isola bergamasca, a Pontida e a Foppenico. In alcuni documenti databili tra il 1193 e il 1192 viene confermata la presenza della famiglia, con la figura di Martinus de Rusino de Prezate.

### Il castello nel feudo dei Benaglio
La prima testimonianza scritta della presenza del castello risale al 1281 e fu redatto dal notaio Viviano Gatti, che col documento certificò il sequestro di alcuni beni appartenuti a Giovanni Salvioni de castro Russino, ovvero del castello di Rossino. Nel XIII secolo quindi il castello era già parte integrante dei possedimenti della famiglia bergamasca dei Salvioni. Alleata dei Benaglio, con cui probabilmente condivideva la proprietà del castello, si schierò durante le lotte per il predominio sulla Signoria di Milano per la fazione guelfa al fianco dei Della Torre, che nel 1274 sotto la guida di Napo conquistarono l'intera Valle San Martino.
Nel XIV secolo il castello fu inquadrato nel sistema difensivo del feudo dei Benaglio con lo scopo di respingere gli attacchi dei ghibellini della famiglia dei Suardi, alleati dei Visconti. Il sistema comprendeva oltre ad alcuni presidi difensivi intorno al castello, anche una torre e alcuni punti di avvistamento sulle alture di Erve e un'altra torre al confine tra Rossino e Lorentino, successivamente trasformata nel campanile della chiesa di Santa Brigida. In questo periodo di lotte intense il castello non subì offensive rilevanti, mentre la proprietà del castello passò nella seconda metà del XIV secolo dai Benaglio alla famiglia alleata dei Rota di Carenno.

### La piazza commerciale
Nel XV secolo la Valle San Martino entrò a far parte dei domini della Repubblica di Venezia e la famiglia dei Rota ne approfittò per intraprendere il commercio dei panni di lana. La famiglia decise di collocare la sede dell'attività nel castello, che rimase quindi estraneo anche alle vicende belliche successive dovute alla contesa del territorio tra il Ducato di Milano e la Repubblica di Venezia. Il castello si trasformò quindi in una piazza commerciale per l'intera valle, dove oltre alla lana venivano commerciati vino, castagne, biade, pesce e dove si effettuava la compravendita dei terreni, funzione che il castello continuò ad assolvere fino al XVII secolo.

## Descrizione

### Struttura
Il castello è composto da un mastio posto all'interno del cortile del castello, in cui è visibile una finestra del XIII secolo. In origine probabilmente le torri dovevano essere quattro, una è stata ribassata e inglobata all'interno della cinta muraria, nello spigolo di nord-ovest, mentre le altre due sono state smontate e il materia riutilizzato nella costruzione della chiesa di San Lorenzo.
Il palazzo principale, detto "la dogana" conserva principalmente la sua struttura originaria. Il castello è costituito da un portone d'ingresso e due finestre, utilizzate in epoca moderna per esigere ai mercanti il pagamento del dazio per l'attraversamento del confine tra il Ducato di Milano e la Repubblica di Venezia. Le murature dei locali legati alla facciata risalgono al XIX secolo,  mentre le altre sono più antiche e realizzati con materiali di recupero risalenti all'epoca romana.

### Cunicoli

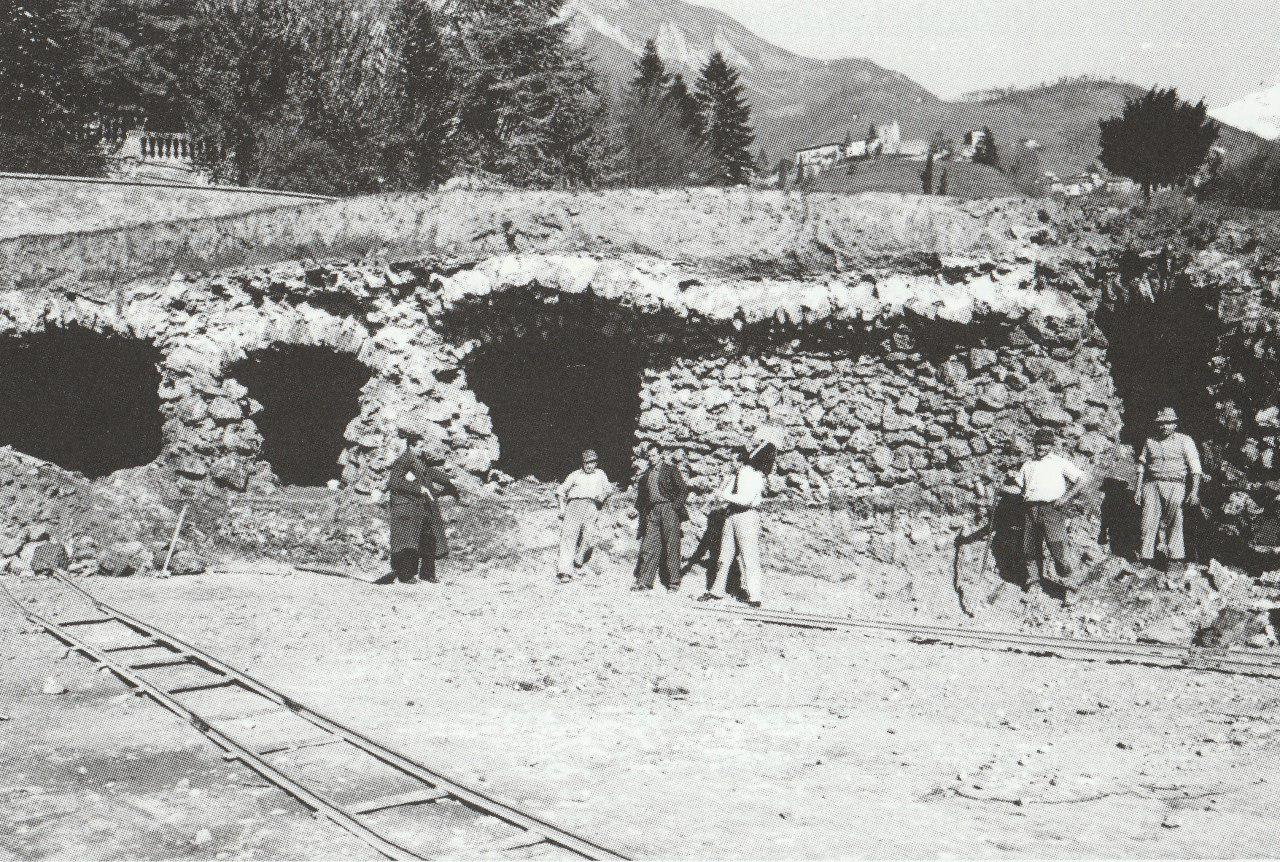
Ingressi presso la chiesa di San Martino dei cunicoli diretti al castello di Rossino visibile sullo sfondo

Secondo la tradizione popolare dal castello di Rossino si diramava una rete di cunicoli sotterranei che lo collegavano attraverso due direttrici principali a piazza Regazzoni (circa 0,5 km in linea d'aria) e al castello di Somasca (1,5 km). Nel corso del XX secolo alcune ricerche e ritrovamenti hanno confermato l'esistenza di questi percorsi. I cunicoli rinvenuti si presentavano in muratura ed erano sufficientemente alti da consentire il passaggio di uomini in posizione eretta, oltre ad essere protetti dia trappole quali profondi pozzi invisibili al buio. Nel corso dei secoli la loro struttura originaria è stata compromessa e il loro percorso frammentato da numerosi interventi di rimodellamento quali interramenti, sbarramenti e l'inglobamento dei cunicoli nelle costruzioni successive e nella rete idrica e fognaria.
Gli studi effettuati hanno consentito ricostruire con discreta precisione il percorso che dal castello di Rossino passava per l'abitato di Calolzio fino a giungere in piazza Regazzoni, sede della consorteria dei Benaglio, per poi proseguire per un breve tratto verso la chiesa di San Martino. Su questo tracciato è stata identificata anche una breve diramazione che giungeva nei pressi del torrente Buliga in località La Ca', certamente già abitata nel XII secolo. Oltrepassato il torrente la diramazione proseguiva poi in un altro cunicolo che raggiungeva la località di Corte.
Il lungo percorso verso il castello di Somasca è invece più frammentario. Il primo tratto identificato partiva dal castello di Rossino per raggiungere la località del Tovo sul torrente Gallavesa, dove poi si biforcava sbucando nel mulino della Malanotte e nelle cantine di una casa qualche decina di metri più a valle. Oltrepassato il torrente con un ponte di legno, probabilmente si apriva un nuovo cunicolo nella località della Folla e qui proseguiva in linea retta fino al santuario di San Girolamo Emiliani a Somasca. I cunicoli riprendevano nei pressi della VII cappella del Sacro Monte di Somasca e mentre un passaggio conduceva a Vercurago, nei pressi della chiesa dei santi Gervasio e Protasio, un altro saliva verso il castello di Somasca.